# 酷头哈妹
《酷头哈妹》是敖幼祥绘制的校園幽默四格漫画，全套10册。于《知音漫客》连载。
2008年，《乌龙校园：酷头&哈妹》获国立编译馆优良漫画奖甲类佳作奖。